# Tammy and the Bachelor
Pour plus de détails, voir Fiche technique et Distribution.
Tammy and the Bachelor est un film américain réalisé par Joseph Pevney, sorti en 1957.

## Fiche technique
- Titre : Tammy and the Bachelor
- Réalisation : Joseph Pevney
- Scénario : Oscar Brodney d'après Tammy Out of Time de Cid Ricketts Sumner (en)
- Photographie : Arthur E. Arling
- Montage : Ted J. Kent
- Musique : Frank Skinner
- Société de production : Universal Pictures
- Pays d'origine :  États-Unis
- Format : Couleurs - 2,35:1 - Mono
- Genre : comédie romantique
- Date de sortie : 1957

## Distribution
- Debbie Reynolds : Tammy
- Leslie Nielsen : Peter Brent
- Walter Brennan : Grandpa
- Mala Powers : Barbara
- Sidney Blackmer : Professeur Brent
- Mildred Natwick : Tante Renie
- Fay Wray : Mrs. Brent
- Philip Ober : Alfred Bissle
- Craig Hill : Ernie
- Louise Beavers : Osia